# Bahrajn na Mistrzostwach Świata w Lekkoatletyce 2015
Bahrajn na Mistrzostwach Świata w Lekkoatletyce 2015 – reprezentacja Bahrajnu podczas Mistrzostw Świata w Pekinie liczyła 17 zawodników, z których jeden zdobył brązowy medal.

## Występy reprezentantów Bahrajnu

### Mężczyźni
| Konkurencja                   | Zawodnik                   | Runda 1  | Runda 1 | Półfinał | Półfinał | Finał         | Finał   |
| Konkurencja                   | Zawodnik                   | Rezultat | Pozycja | Rezultat | Pozycja  | Rezultat      | Pozycja |
| ----------------------------- | -------------------------- | -------- | ------- | -------- | -------- | ------------- | ------- |
| Bieg na 400 m                 | Abbas Abu Bakr             | 45,64    | 36.     | NQ       | NQ       | NQ            | NQ      |
| Bieg na 800 m                 | Abraham Rotich             | 1:48,42  | 30. Q   | 1:48,61  | 19.      | NQ            | NQ      |
| Bieg na 1500 m                | Benson Seurei              | 3:45,70  | 36.     | NQ       | NQ       | NQ            | NQ      |
| Bieg na 5000 m                | Aweke Ayalew               | 14:07,18 | 33.     | —        | —        | NQ            | NQ      |
| Bieg na 5000 m                | Albert Rop                 | 13:19,61 | 5. Q    | —        | —        | 14:00,12      | 11.     |
| Bieg na 10 000 m              | Aweke Ayalew               | —        | —       | —        | —        | 29:14,55 (PB) | 21.     |
| Bieg na 10 000 m              | El Hassan El-Abbassi       | —        | —       | —        | —        | 28:12,57      | 12.     |
| Maraton                       | Shumi Dechasa              | —        | —       | —        | —        | 2:14:36       | 5.      |
| Maraton                       | Aadam Ismaeel Khamis       | —        | —       | —        | —        | DNF           | DNF     |
| Maraton                       | Ali Hasan Mahboob          | —        | —       | —        | —        | DNF           | DNF     |
| Bieg na 3000 m z przeszkodami | Nelson Kipkosgei Cherotich | DNS      | DNS     | —        | —        | NQ            | NQ      |
| Bieg na 3000 m z przeszkodami | John Koech                 | 8:38,62  | 15.     | —        | —        | NQ            | NQ      |

### Kobiety
| Konkurencja                   | Zawodniczka   | Runda 1  | Runda 1 | Półfinał | Półfinał | Finał    | Finał   |
| Konkurencja                   | Zawodniczka   | Rezultat | Pozycja | Rezultat | Pozycja  | Rezultat | Pozycja |
| ----------------------------- | ------------- | -------- | ------- | -------- | -------- | -------- | ------- |
| Bieg na 5000 m                | Mimi Belete   | 15:20,94 | 5. Q    | —        | —        | 15:17,01 | 11.     |
| Maraton                       | Lishan Dula   | —        | —       | —        | —        | 2:38:18  | 15.     |
| Maraton                       | Eunice Kirwa  | —        | —       | —        | —        | 2:27:39  | brąz    |
| Maraton                       | Aster Tesfaye | —        | —       | —        | —        | 2:46:54  | 42.     |
| Bieg na 400 m przez płotki    | Kemi Adekoya  | DSQ      | DSQ     | NQ       | NQ       | NQ       | NQ      |
| Bieg na 3000 m z przeszkodami | Ruth Jebet    | 9:27,93  | 10. q   | —        | —        | 9:33,41  | 11.     |